# 孟庙镇
孟庙镇，是中华人民共和国河南省漯河市郾城区下辖的一个乡镇级行政单位。

## 行政区划
孟庙镇下辖以下地区：
李村社区、中村社区、卓村社区、后郑社区、三周村、孟庙村、张仁庄村、关徐村、张店村、薛赵村、西营村、闫陶村、潘东村、潘西村、潘北村、拦河刘村、王店村、袁黄村、蒋堂村、沈赵村、杜李村、路堂村、八里村、何庄村、坡陈村和新郑村。

## 交通
- 京广铁路：孟庙站